# Поройно (Силістринська область)
Поро́йно (болг. Поройно) — село в Силістринській області Болгарії. Входить до складу общини Дулово.

## Населення
За даними перепису населення 2011 року у селі проживали 1124 особи.
Національний склад населення села:
| Національність   | Кількість осіб | Відсоток |
| ---------------- | -------------- | -------- |
| турки            | 585            | 54,0%    |
| цигани           | 453            | 41,8%    |
| болгари          | 9              | 0,8%     |
| інша             | 0              | 0%       |
| не визначились   | 36             | 3,3%     |
| Всього відповіли | 1083           |          |

Розподіл населення за віком у 2011 році:
Динаміка населення: